# Alexei Barabash
Alexei Barabash (en russe : Алексей Игоревич Барабаш ; en français : Alekseï Igorievitch Barabach), né le 12 juin 1977  à Leningrad, est un acteur russe.

## Filmographie
- 2013 : Stalingrad de Fiodor Bondartchouk
- 2015 : Ici les aubes sont calmes... (А зори здесь тихие) de Renat Davletiarov :
- 2016 : Le Brise-glace (Ледокол, Ledokol) de Nikolay Khomeriki : Anatoliy Eremeev